# 长柔毛委陵菜
长柔毛委陵菜（学名：Potentilla griffithii var. velutina）为蔷薇科委陵菜属下的一个变种。

## 扩展阅读
- 維基物種上的相關：长柔毛委陵菜